# West Caribbean
La West Caribbean Airways SA (parfois abrégé en West) (code AITA : YH ; code OACI : WCW) était une compagnie aérienne régionale colombienne active de 1998 à 2005 et basée à Medellín (Colombie). Elle effectuait également des vols charters à l'international.

## Histoire
La compagnie fut fondée le 29 décembre 1998 par des entrepreneurs qui cherchaient à développer l'archipel de San Andrés et Santa Catalina, sous le nom de West Caribbean Airways SA. Elle était basée à Medellín depuis 2000.
La compagnie fut rendue célèbre lors du crash d'un MD-82 le 16 août 2005 sur le vol 708 qui a fait 160 morts sur le trajet Panama - Fort-de-France. Elle « avait été autorisée à faire un vol charter entre Panama et Fort-de-France (Martinique) d'une part et Pointe-à-Pitre (Guadeloupe) d'autre part, depuis le début du printemps 2005 », a alors déclaré M. Dominique Perben, ministre français des Transports, ajoutant que ce vol « avait été commandé par une agence de voyage martiniquaise » (l'agence Globe Trotters de Rivière-Salée). Il s'agit du deuxième accident mortel en 2005 pour West Carribean, après la chute en mars d'un biturbo-hélices Let-410, qui avait eu des problèmes au décollage de l'île de la Providence et s'était écrasé contre une montagne. L'accident avait fait huit morts dont deux membres d'équipage et six des douze passagers.
La société a été déjà mise en cause à plusieurs reprises pour non-respect des règles de sécurité. Ses avions ont été bloqués pendant une semaine pour contrôle lors du premier accident. À la suite de l'accident du vol 708, la compagnie a cessé définitivement ses activités en 2005.

## Slogan
Una manera diferente de volar (une manière différente de voler).

## Flotte
- 2 McDonnell Douglas MD-81 avec une capacité de 152 passagers
- 1 McDonnell Douglas MD-82 avec une capacité de 155 passagers
- 2 ATR 42 avec 47 passagers chacun
- 6 Let-410 avec 19 passagers chacun.

## Accidents
- Un appareil bimoteur de la West Caribbean Airways s’est écrasé au décollage au mois de mars 2005 sur l'île de Old Providence dans les eaux Caraïbes de la Colombie. L'accident a causé la mort de huit personnes parmi lesquels le pilote et le copilote, ainsi qu’un petit garçon âgé de 3 ans. Six personnes ont survécu au crash. Les passagers étaient des touristes en route pour une autre île colombienne, San Andres.
- Vol 708 West Caribbean : un appareil McDonnell Douglas MD-82 en partance de Panama pour la Martinique s'est écrasé au Venezuela le mardi 16 août 2005 vers 3h du matin. Les 160 personnes se trouvant à bord perdirent tous la vie. Le pilote aurait signalé des problèmes de moteur à la tour de contrôle de Caracas, le contact radio a été rompu dix minutes plus tard.